# Bridgit Mendler
Bridgit Claire Mendler (n. 18 decembrie 1992) este o actriță americană, cântăreață, muziciană și compozitor. În 2004, ea și-a început cariera în animație odată cu filmul indian The Legend of Buddha. Ca o stea adolescentină, Mendler a jucat în filme ca  Alice Upside Down, The Clique și Labor Pains .  În 2009, ea a semnat un contract cu Disney Channel și i-a dat viață personajului Juliet în Wizards of Waverly Place.  Receptând păreri pozitive pentru caracterul său din Wizards of Waverly Place, Bridgit a acceptat rolul lui Teddy Duncan în noul serial Good Luck Charlie, marca Disney Channel,  care premiera a fost în aprilie 2010 și s-a terminat la sfârșitul lui februarie 2014. În anul 2011, ea a apărut în filmul It's Chrismas , peliculă bazată pe seria originală Good Luck Charlie.
Mendler a invocat-o pe Olivia, în producția Disney Channel Original Movie, Lemonade Mouth. Două single-uri au fost eliberate din coloana sonora a filmului cântate de ea însăși, fiind amândouă distribuite în US Billboard Hot 100. În 2012, Mendler și-a lansat primul ei album solo numit Hello My Name Is..., fiind în totalitate pop. Albumul a debutat ca numărul 30 în US Billboard 200, iar acesta a stâns peste 200,000 de copii. Single-ul de pe album, "Ready or Not", a devenit un internațional Top 40 hit, cântecul fiind certificat de aur în Norvegia și cu platină în Noua Zeelandă ,Statele Unite ale Americii și în Canada urcând numărul 49 în Billboard Hot 100. Odată cu anul 2013, actrița și cântăreața Bridgit Mendler a anunțat că al doilea single va fi "Hurricane".  Videoclipul a avut premiera pe data de 12 aprilie 2013 și a fost filmat în Londra. Piesa "Hurricane" a fost certificat cu premiu de aur în USA pentru vinderea a 500,000 de copii.
Mendler are legături cu mai multe proiecte filantropice și cauze umanitare. În 2010, Mendler a devenit ambasador pentru First Book, o campanie de încurajare a lecturii care oferă cărți pentru copiii care au nevoie. De asemenea, în iulie 2012, Bridgit Mendler a devenit ambasador pentru campania Give With Target cu Target Corporation pentru strângerea fonduri către școlile de reformă din Statele Unite. În mai 2013, Mendler a călătorit în Regatul Unit pentru a atrage fonduri către Comic Relief, cu scopul de a o face să râdă la glumele lor pentru o donatie £ 1. Campania va stâge 100.000 de lire sterline și le va da familiilor nevoiașe speranța de care au nevoie.În martie 2014, Mendler a călătorit în El Quiché, Guatemala pentru a participa la celălalt proiect Save the Children care ajută copiii defavorizați din țările în curs de dezvoltare.
1. ↑  Bridgit Mendler, GeneaStar
2. ↑  Bridgit Mendler, Dutch Top 40, accesat în 9 octombrie 2017
3. ↑  Bridgit Mendler, Discogs, accesat în 9 octombrie 2017
4. ↑  „Bridgit Mendler”, Gemeinsame Normdatei, accesat în 27 aprilie 2014
5. ↑  „Bridgit Mendler”, Gemeinsame Normdatei, accesat în 11 decembrie 2014
6. ↑   https://people.com/tv/disney-star-bridgit-mendler-married-boyfriend-griffin-cleverly/ Lipsește sau este vid: |title= (ajutor)
7. ↑   https://www.northwoodspace.io/about-us, accesat în 25 februarie 2024 Lipsește sau este vid: |title= (ajutor)
8. ↑  CONOR.SI[*] Verificați valoarea |titlelink= (ajutor)